# Félix Édouard Guérin-Méneville
Félix Édouard Guérin-Méneville, född den 12 oktober 1799 i Toulon, död den 27 januari 1874 i Paris, var en fransk zoolog. 
Guérin-Méneville ägnade sig åt odlingen av silkesmaskar och gjorde stora insatser på detta område. Han utgav bland annat en atlas till Georges Cuviers uppmärksammade Règne animal under titeln Iconographie du règne animal i 7 band 1830-1844, innehållande 450 planscher, och gav även ut Genera des insectes (1835; tillsammans med Achille Rémy Percheron), Species des animaux articulés (1843) och Guide de l'éleveur de vers à soie (1856). Han var 1831-1858 redaktör för tidskriften Magazin de zoologie, d'anatomie comparée et de paléontologie.